# Auston Matthews
Auston Taylour Matthews (ur. 17 września 1997 w San Ramon, Kalifornia) – amerykański hokeista grający na pozycji napastnika w drużynie Toronto Maple Leafs w National Hockey League (NHL).

## Kariera klubowa
Karierę rozpoczynał w Stanach Zjednoczonych, grając w ligach juniorskich, m.in. w USHL. W sierpniu 2015 w wieku niespełna 18 lat został zawodnikiem szwajcarskiej drużyny ZSC Lions z Zurychu w tamtejszych narodowych seniorskich rozgrywkach NLA. Z zespołem rozegrał sezon National League A (2015/2016). W drafcie NHL z 2016 został wybrany przez kanadyjski klub Toronto Maple Leafs z numerem 1. W lipcu 2016 podpisał kontrakt z tym klubem na występy w NHL. 12 października 2016, w pierwszym meczu sezonu NHL (2016/2017), a jednocześnie w swoim debiucie w lidze, zdobył cztery gole. Dokonał tego jako pierwszy w historii ligi. W lutym 2019 przedłużył kontrakt z Toronto Maple Leafs o pięć lat.

## Kariera reprezentacyjna
Został reprezentantem USA. Występował w kadrach juniorskich kraju na turniejach mistrzostw świata do lat 17 w 2014, mistrzostw świata do lat 18 w 2014, 2015 oraz do lat 20 w 2015, 2016. W kadrze seniorskiej uczestniczył w turnieju mistrzostw świata w 2016. W barwach zespołu Ameryki Północnej do lat 23 brał udział w turnieju Pucharu Świata 2016.

## Sukcesy
Reprezentacyjne
- Złoty medal mistrzostw świata juniorów do lat 17: 2014
- Złoty medal mistrzostw świata juniorów do lat 18: 2014, 2015
- Brązowy medal mistrzostw świata juniorów do lat 20: 2016

Klubowe
- Puchar Szwajcarii: 2016 z ZSC Lions

Indywidualne
- Mistrzostwa świata do lat 18 w hokeju na lodzie mężczyzn 2014/Elita:
  - Czwarte miejsce w klasyfikacji strzelców turnieju: 5 goli[7]
  - Ósme miejsce w klasyfikacji kanadyjskiej turnieju: 7 punktów[8]
- Sezon USHL 2014/2015:
  - Trzeci skład gwiazd
- Mistrzostwa świata do lat 18 w hokeju na lodzie mężczyzn 2015/Elita:
  - Pierwsze miejsce w klasyfikacji strzelców turnieju: 8 goli[9]
  - Czwarte miejsce w klasyfikacji asystentów turnieju: 7 asyst[10]
  - Pierwsze miejsce w klasyfikacji kanadyjskiej turnieju: 15 punktów[11]
  - Drugie miejsce w klasyfikacji +/- turnieju: +11[12]
  - Jeden z trzech najlepszych zawodników reprezentacji w turnieju[13]
  - Skład gwiazd turnieju[14]
  - Najlepszy napastnik turnieju[15]
  - Najbardziej Wartościowy Zawodnik (MVP) turnieju[16]
- Mistrzostwa Świata Juniorów w Hokeju na Lodzie 2016/Elita:
  - Pierwsze miejsce w klasyfikacji strzelców turnieju: 7 goli[17]
  - Czwarte miejsce w klasyfikacji kanadyjskiej turnieju: 11 punktów[18]
  - Jeden z trzech najlepszych zawodników reprezentacji w turnieju[19]
  - Skład gwiazd turnieju[20]
- National League A (2015/2016):
  - Skład gwiazd sezonu
  - Nagroda dla zawodnika czyniącego największe postępy
- Puchar Szwajcarii w hokeju na lodzie (2015/2016):
  - Pierwsze miejsce w klasyfikacji kanadyjskiej: 7 punktów
- Mistrzostwa Świata w Hokeju na Lodzie 2016/Elita:
  - Czwarte miejsce w klasyfikacji strzelców turnieju: 6 goli[21]
  - Jeden z trzech najlepszych zawodników reprezentacji w turnieju[22]
- NHL (2015/2016):
  - Calder Memorial Trophy
  - NHL All-Star Game 2017
- NHL (2015/2016):
  - NHL All-Star Game 2017